# Bell Production
株式會社Bell Production（日語：株式会社ベルプロダクション）是一家位於日本東京都澀谷區西原的聲優經紀公司（聲優事務所）。成立於2012年2月6日。並有成立Bell Production附屬養成學校B☆ACE。

## 所屬聲優

### 男性
- 井木順二
- 河合實（日语：河合みのる）
- 川村拓央
- 佐藤雄大
- 元村哲也

預留
- 石木貴大
- 川內慎太郎
- 高一星
- 田邊智之
- 時永洋
- 二之宮彰
- 濱崎周二朗
- 深增祐一
- 藤原大智
- 堀翔太郎
- 松田秀崇
- 結城阿久津（日语：結城あくつ）

### 女性
- 青木沙耶香
- 西宏子（日语：西宏子）
- 福田如子（日语：福田如子）
- 丸山優（日语：丸山ゆう）
- 渡邊育子（日语：渡辺育子）

預留
- 大福望美
- 織部由香里
- 鏑木真央
- 小林加奈
- 永瀨菜月
- 中園由紀
- 花田楓
- 福山綾夏（日语：福山綾夏）
- 北條巴菜

## 過往所屬主要聲優

### 男性
- 相澤正輝（現所屬：大澤事務所）
- 飯田莊平（日语：飯田荘平）
- 川上貴史（日语：川上貴史）（現所屬：Still Wood Garden（日语：スチール・ウッド・ガーデン））
- 久保智史（日语：久保智史）（在籍中死去）
- 藏內義春（現所屬：自由職業）
- 仲田隼人（日语：仲田隼人）（現所屬：Office海風（日语：オフィス海風））
- 成澤卓（現所屬：自由職業、Quatre Stella（日语：キャトルステラ）預所屬）
- 古澤徹（現所屬：Office Toto）

### 女性
- 生野忍（日语：生野忍）（現所屬：REANOS INNOVATION）
- 織部由香里（現所屬：Mausu Promotion）
- 木下鈴奈（自由職業）
- 栗原美紀子
- 那須惠（自由職業、al-share（日语：アル・シェア）（業務提攜））
- 麥穗杏菜（自由職業）

## 外部連結
- 株式會社Bell Production公式官網（页面存档备份，存于） （日語）